# Paul Stovall
Paul L. Stovall (Wichita, Kansas; 16 de agosto de 1948-San Diego, California; 9 de enero de 1978) fue un jugador de baloncesto estadounidense que jugó durante una temporada en la NBA, y otra más en la ABA. Con 1,93 metros de estatura, lo hacía en la posición de alero.

## Trayectoria deportiva

### Universidad
Tras dos años en el Pratt Junior College, jugó durante dos temporadas con los Sun Devils de la Universidad Estatal de Arizona en las que promedió 19,0 puntos y 12,4 rebotes por partido. En ambas temporadas fue el máximo anotador y reboteador del equipo, siendo en la actualidad el tercer jugador de los Sun Devils con más rebotes en una temporada, con 351, conseguidos en 1972.

### Profesional
Fue elegido en la vigésimo segunda posición del Draft de la NBA de 1972 por Los Angeles Lakers, y también por los Denver Rockets en la priimera ronda del draft de la ABA. Los Lakers lo traspasaron a Phoenix Suns antes del comienzo de la temporada a cambio de una futura segunda ronda del draft. En los Suns fue el jugador menos utilizado por su entrenador, Jerry Colangelo, en toda la temporada, jugando en 25 partidos en los que promedió 3,0 puntos y 2,4 rebotes.
Poco antes del comienzo de la temporada 1973-74 fue despedido, fichando posteriormente por los San Diego Conquistadors de la ABA. Allí tuvo más minutos de juego, lo que hizo que sus estadísticas subieran hasta los 7,7 puntos y 4,5 rebotes, pero al término de la campaña no renovó contrato, optando por retirarse definitivamente.

## Estadísticas de su carrera en la NBA

### Temporada regular
| Temporada | Edad | Equipo                  | Liga  | P  | TIT | MIN  | TC  | TCA | %TC  | 3P  | 3PA | %3P | TL  | TLA | %TL  | R.OF. | R.DEF. | REB | ASIS | ROB | TAP | PER | FP  | PTS |
| 1972-73   | 24   | Phoenix Suns            | NBA   | 25 |     | 8.4  | 1.0 | 3.0 | .342 |     |     |     | 1.0 | 1.5 | .632 |       |        | 2.4 | 0.5  |     |     |     | 1.5 | 3.0 |
| 1973-74   | 25   | San Diego Conquistadors | ABA   | 13 |     | 14.9 | 2.8 | 5.6 | .493 | 0.0 | 0.0 |     | 2.2 | 3.4 | .636 | 1.6   | 2.8    | 4.5 | 0.9  | 0.3 | 0.5 | 1.6 | 2.5 | 7.7 |
| Total     |      |                         | TOTAL | 38 |     | 10.7 | 1.6 | 3.9 | .416 | 0.0 | 0.0 |     | 1.4 | 2.2 | .634 | 1.6   | 2.8    | 3.1 | 0.7  | 0.3 | 0.5 | 1.6 | 1.8 | 4.6 |
|           |      |                         | NBA   | 25 |     | 8.4  | 1.0 | 3.0 | .342 |     |     |     | 1.0 | 1.5 | .632 |       |        | 2.4 | 0.5  |     |     |     | 1.5 | 3.0 |
|           |      |                         | ABA   | 13 |     | 14.9 | 2.8 | 5.6 | .493 | 0.0 | 0.0 |     | 2.2 | 3.4 | .636 | 1.6   | 2.8    | 4.5 | 0.9  | 0.3 | 0.5 | 1.6 | 2.5 | 7.7 |

## Fallecimiento
Stovall falleció el 9 de enero de 1978 en San Diego, víctima de un accidente de motocicleta.